# Сабан Ольга Іванівна
Ольга Іванівна Сабан (1922, тепер Жовківського району Львівської області — ?) — українська радянська діячка, новатор сільськогосподарського виробництва, ланкова колгоспу імені 17 Вересня села Замок Нестеровського (Жовківського) району Львівської області. Депутат Верховної Ради УРСР 6—7-го скликань.

## Життєпис
Народилася у селянській родині.
З кінця 1940-х років — колгоспниця, ланкова колгоспу імені 17 Вересня села Замок Магерівського (потім — Нестеровського) району Львівської області. Збирала високі врожаї цукрових буряків, льону та картоплі.

## Нагороди
- Орден Леніна
- Медалі